# Victoria Park (Swinton)
Pour les articles homonymes, voir Parc Victoria.
Victoria Park est un parc situé à Swinton, dans le Grand Manchester. Situé sur Manchester Road (A6), Swinton, il a ouvert ses portes en tant que parc public en 1897. 

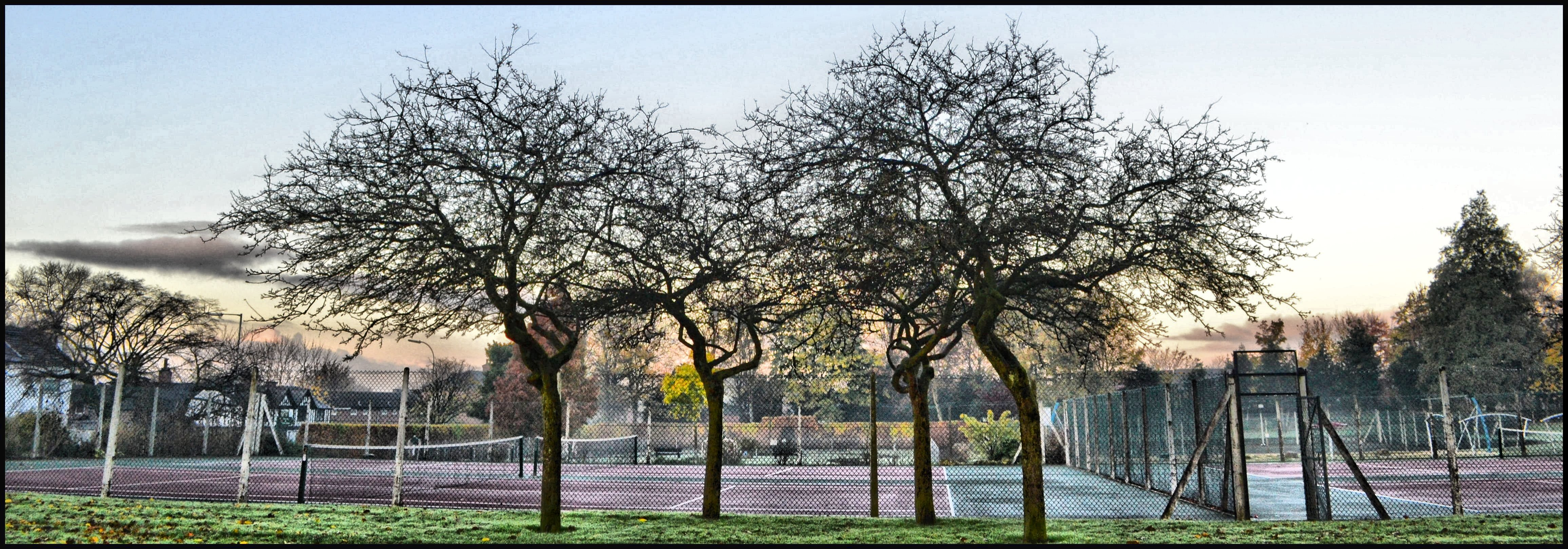
Vue des courts de tennis

 Victoria Park est composé des terrains de Swinton Old Hall; la salle elle-même a été démolie en 1993. Disposant de courts de tennis et de deux terrains de boules, Victoria Park abrite un Kiosque à musique Victorien classé Grade II construit pour célébrer le 60e anniversaire du règne de la reine Victoria; le kiosque à musique étant construit autour de 1897,. 
Swinton et Pendlebury reçurent leur charte d'incorporation en tant que Borough municipal d'Edward Stanley, 18e comte de Derby, lors d'une cérémonie à Victoria Park le 29 septembre 1934,.
Victoria Park a reçu trois Green Flag Awards. Le programme Green Flag est une norme nationale pour les parcs publics et les espaces verts qui vise à élever les normes dans l'ensemble du Royaume-Uni. Ce prix met le Victoria Park aux côtés de la jetée de Brighton, du zoo de Londres, d'Alton Towers et du Norfolk Broads.

## Référence
- (en) Cet article est partiellement ou en totalité issu de l’article de Wikipédia en anglais intitulé « Victoria Park, Swinton » (voir la liste des auteurs).

1. 1 2  « Salford City Council Website » (consulté le 2 février 2010)
2. 1 2  « Green Flag Award Sites » (consulté le 2 février 2010)
3. ↑  « Greater Manchester Gazetteer » [archive du 18 juillet 2011], Greater Manchester County Record Office (consulté le 8 octobre 2007), Place Names - S
4. ↑  « Magazine of Salford Museums & Heritage Service » (consulté le 23 mars 2008)
5. ↑  « Green Flag Award Scheme » (consulté le 24 janvier 2010)
6. ↑  « Bolton News archive » (consulté le 24 janvier 2010)